# Janette Levasseur
Pour les articles homonymes, voir Levasseur.
Janette Levasseur est une chanteuse d'opéra mezzo-soprano française.

## Biographie
Elle chanta, entre autres, sur des opéras ou des opérettes d'Offenbach (Barbe-Bleue, 1967 ; Madame l'archiduc, 1963, etc.) et de Charles Lecocq (Giroflé-Girofla, 1986).
Il existe plusieurs enregistrements de son chant. Elle apparait ainsi dans la compilation Chansons 1925 paru en 1961 chez Le Chant du Monde ainsi que dans la compilation Voilà vraiment un jour de fête (EMI Classics, 1993) et enregistre en 1958 le 45 tours Fascination qui comprend les titres Cœur de tzigane, L'âme des violons, Fascination et Pourquoi ne pas m'aimer.